# Festival Internacional de Cinema de Berlim 1962
A 12ª edição anual do Festival Internacional de Cinema de Berlim foi realizado entre os dias 22 de junho a 3 de julho de 1962. O Urso de Ouro foi concedido ao filme britânico A Kind of Loving, dirigido por John Schlesinger.

## Júri
As seguintes pessoas foram anunciados como jurados do festival:
- King Vidor (chefe do júri)
- André Michel
- Emeric Pressburger
- Hideo Kikumori
- Dolores del Río
- Jurgen Schildt
- Max Gammeter
- Günther Stapenhorst
- Bruno E. Werner

## Filmes em competição
Os seguintes filmes competiram pelo prêmio Urso de Ouro:
| † | Vencedor do prêmio principal de melhor filme em sua seção |
| Título                                  | Diretor(es)                                                                           | País                                 |
| --------------------------------------- | ------------------------------------------------------------------------------------- | ------------------------------------ |
| A Kind of Loving                        | John Schlesinger                                                                      | Reino Unido                          |
| Al zouga talattashar                    | Fatin Abdel Wahab                                                                     | Egito                                |
| Badai-Selatan                           | Sofia W. D.                                                                           | Indonésia                            |
| Bajo un mismo rostro                    | Daniel Tinayre                                                                        | Argentina México                     |
| Die Rote                                | Helmut Käutner                                                                        | Alemanha Itália                      |
| Donnez-moi dix hommes désespérés        | Pierre Zimmer                                                                         | França Israel                        |
| Duellen                                 | Knud Leif Thomsen                                                                     | Dinamarca                            |
| El tejedor de milagros                  | Francisco del Villar                                                                  | México                               |
| Galapagos – Dream Island in the Pacific | Heinz Sielmann                                                                        | Alemanha                             |
| Hum Dono                                | Amarjeet                                                                              | Índia                                |
| Il y a un train toutes les heures       | André Cavens                                                                          | Bélgica                              |
| Isaengmyeong dahadorok                  | Sang-ok Shin                                                                          | Coreia do Sul                        |
| Kohayagawa-ke no aki                    | Yasujirō Ozu                                                                          | Japão                                |
| L'amour à vingt ans                     | François Truffaut, Andrzej Wajda, Renzo Rossellini, Shintarō Ishihara e Marcel Ophüls | Alemanha França Itália Japão Polônia |
| La bellezza di Ippolita                 | Giancarlo Zagni                                                                       | França Itália                        |
| La poupée                               | Jacques Baratier                                                                      | França Itália                        |
| La steppa                               | Alberto Lattuada                                                                      | França Itália Iugoslávia             |
| Le Caporal épinglé                      | Jean Renoir                                                                           | França                               |
| Los atracadores                         | Francisco Rovira Beleta                                                               | Espanha                              |
| Mitasareta seikatsu                     | Susumu Hani                                                                           | Japão                                |
| Mr. Hobbs Takes a Vacation              | Henry Koster                                                                          | Estados Unidos                       |
| No Exit                                 | Tad Danielewski                                                                       | Argentina Estados Unidos             |
| Os Cafajestes                           | Ruy Guerra                                                                            | Brasil                               |
| Out of the Tiger's Mouth                | Tim Whelan, Jr.                                                                       | Estados Unidos                       |
| Pikku Pietarin piha                     | Jack Witikka                                                                          | Finlândia                            |
| Salvatore Giuliano                      | Francesco Rosi                                                                        | Itália                               |
| Såsom i en spegel                       | Ingmar Bergman                                                                        | Suécia                               |
| Ta heria                                | John G. Contes                                                                        | Grécia                               |
| Tonny                                   | Nils R. Müller e Per Gjersøe                                                          | Noruega                              |

## Prêmios
Os seguintes prêmios foram concedidos pelo júri:
- Urso de Ouro: A Kind of Loving por John Schlesinger
- Urso de Prata de Melhor Diretor: Francesco Rosi for Salvatore Giuliano
- Urso de Prata de Melhor Atriz: Rita Gam e Viveca Lindfors por No Exit
- Urso de Prata de Melhor Ator: James Stewart por Mr. Hobbs Takes a Vacation
- Prêmio Extraordinário do Urso de Prata do Júri: Isaengmyeong dahadorok por Sang-ok Shin
- Prêmio de Filme Juvenil
  - Melhor Curta-metragem: Zoo por Bert Haanstra
  - Melhor Documentário: Galapagos – Dream Island in the Pacific por Heinz Sielmann
  - Melhor Longa Metragem: Give Me Ten Desperate Men por Pierre Zimmer
- Prêmio de Filme Juvenil – Menção Honrosa
  - Melhor Longa Metragem: Little Presents por Jack Witikka
- Prêmio FIPRESCI
  - Zoo por Bert Haanstra
- Prêmios OCIC
  - Såsom i en spegel por Ingmar Bergman